# Rockland megye
Rockland megye az Amerikai Egyesült Államokban, azon belül New York államban található. Megyeszékhelye és legnagyobb városa New City. Lakosainak száma 338 329 fő (2020. április 1.). Rockland megye Orange, Westchester, Bergen, Passaic és Putnam megyékkel határos.

## Népesség
A megye népességének változása:
| Lakosok száma | 300 173 | 312 502 | 315 588 | 317 702 | 320 903 | 326 037 | 338 329 |
|               | 2009    | 2010    | 2011    | 2012    | 2013    | 2015    | 2020    |